# شبكات عصبية مدربة بشكل فوري
الشبكات العصبية المدربة بشكل فوري هي شبكات عصبية اصطناعية مغدية تقوم بإنشاء عقدة عصبية جديدة مخفية لكل عينة تدريب جديدة وأن الأوزان بالنسبة لهذه الخلية العصبية المخفية الجديدة منفصلة ليست فقط هذه العينة بل العينات الأخرى القريبة منها وبالتالي توفير تعميم.
يتم إجراء هذا الفصل باستخدام أقرب مستوى تشعبي يمكن كتابته على الفور.
في التطبيقين الأكثر اهمية يختلف جوار التعميم مع عينة التدريب (شبكة cc1) أو يضل ثابتا (شبكة cc4) هذه الشبكات تستخدم تشفيرًا أحادي لتمثيل فعال لمجموعة البيانات.
وقد أُقترح هذا النوع من الشبكات لأول مرة في ورقة في عام 1933 بعنوان سوبهاش كاك، من ذلك الوقت، أُقترحت الشبكات العصبية المدربة على الفور كنماذج للتعلم قصير المدى واستخدامها في بحث الويب وتطبيقات التنبؤ بالسلاسل الزمنية المالية.
وقد أُستخدم هذا التصنيف أيضا في التصنيف الفوري للوثائق، وللتعلم العميق واستخراج البيانات.
وكما هو الحال في الشبكات العصبية الأخرى فان استخدامها الطبيعي كان كبرنامج ولكن تم تنفيذها أيضا في الاجهزة باستخدام (FPGA) وبالوسائط الضوئية.

## شبكة CC4
في شبكة CC4 وهي شبكة ثلاثية المراحل يكون عدد عقد الإدخال أكبر بمقدار واحد من ناقل التدريب مع وجود العقدة الاضافية التي تعمل كعقدة منحاز التي يكون الإدخال الخاص بها دائما 1 . بالنسبة لمتجهات الإدخال الثنائية فان الاوزان من عقد الإدخال إلى الخلية العصبية المخفية (قل المؤشر j) المقابلة للموجه المدرب يتم إعطاؤها بواسطة الصيغة التالية
{\displaystyle w_{ij}={\begin{cases}-1,&{\mbox{for }}x_{i}=0\\+1,&{\mbox{for }}x_{i}=1\\r-s+1,&{\mbox{for }}i=n+1\end{cases}}}
حيث r هو نص قطر التعميم و 8 هو وزن هامنغ (عدد 1s) من التسلسل الثنائي.من الطبقة المخفية إلى طبقة الإخراج، تكون الأوزان 1 أو -1 اعتمادًا على ما إذا كان المتجه ينتمي إلى فئة إخراج معينة أم لا
تُخرج الخلايا العصبية في الطبقات المخفية والمخرجة 1 إذا كان المجموع المرجح للمدخل 0 أو موجبًا و 0، إذا كان المجموع المرجح للمدخل
سالبًا:
{\displaystyle y=\left\{{\begin{matrix}1&{\mbox{if }}\sum x_{i}\geq 0\\0&{\mbox{if }}\sum x_{i}<0\end{matrix}}\right.}

## شبكات أخرى
تم تعديل شبكة CC4 أيضًا لتشمل مدخلات غير ثنائية مع أنصاف أقطار متفاوتة للتعميم بحيث توفر بشكل فعال تنفيذ،(CC1) في شبكات التغذية الراجعة، يمكن لشبكة ويلشو وكذلك شبكة هوبفيلد التعلم على الفور.